# Asil de les Magdalenes

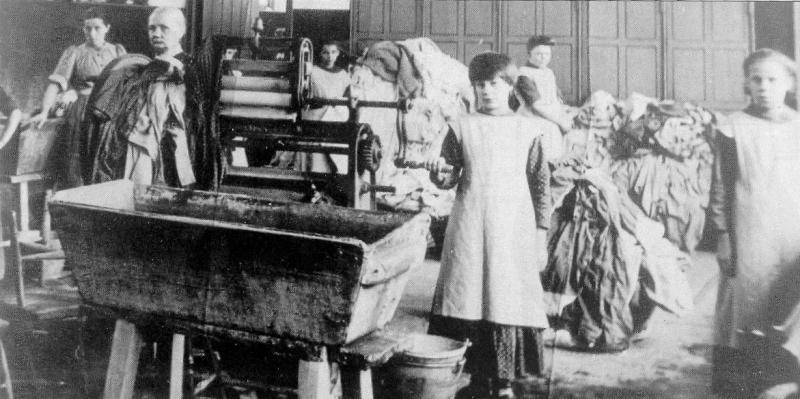
Bugaderia de les Magdalenes a Irlanda, fotografia de principis del.

Asil de les Magdalenes és com es coneix un seguit d'institucions també anomenada per a dones caigudes, la majoria d'elles dirigides per l'Església Catòlica a Irlanda sota la custòdia de les Germanes de la Misericòrdia. En la majoria dels asils, les internes havien de fer durs treballs físics, especialment en bugaderies. A Irlanda la majoria d'aquests asils van ser coneguts també com les bugaderies de les Magdalenes. S'estima que unes 30 000 dones van ser internades en aquests llocs durant els 150 anys d'història d'aquestes institucions, en general en contra de la seva voluntat. L'últim asil de les Magdalenes va tancar les portes definitivament el 25 de setembre del 1996 a Irlanda.

## Història
Els asils de les Magdalenes van créixer dels moviments de rescat al Regne Unit i Irlanda durant el segle xix, que tenien com a principal objectiu la rehabilitació de les dones que havien caigut en la prostitució. A Irlanda les institucions van rebre aquest nom en honor de Santa Maria Magdalena, la qual, d'acord amb una tradició, s'havia penedit dels seus pecats davant de Jesús.
El moviment de les Magdalenes a Irlanda va ser ràpidament apropiat per l'Església Catòlica i les cases, que van ser obertes inicialment com refugis transitoris, es van anar convertint ràpidament en institucions a llarg termini. Les  penitents  eren obligades a treballar bàsicament com a bugaderes.
Com que el moviment de les Magdalenes s'allunyava a poc a poc de la idea original d'un moviment de rescat, és a dir, treure prostitutes dels carrers que d'altra manera trobaven difícil buscar un altre tipus d'ocupació pel seu historial, els  refugis  es van començar a transformar a l'estil de presons i van ser posats sota la tutela de les Germanes de la Misericòrdia.
Així descriu la versió anglesa de l'Enciclopèdia Catòlica el procés d'ingrés als asils:
| « | En rebre pacients no hi ha discriminació de religió, color o nacionalitat. Després de la convalescència, les que vulguin romandre a la casa són posades sota la cura d'una germana especial i són conegudes com "Filles de Santa Maria Magdalena". Elles segueixen una certa regla de vida, però no contrauen obligacions religioses. Si volen, poden romandre en el convent després d'un període de prova i ser Magdalenes i eventualment prendre els vots de l'ordre de les Magdalenes. | » |

En els registres dels asils en els seus inicis es demostra que moltes dones van entrar i van sortir d'aquestes institucions quan van voler fer-ho i en alguns casos de manera repetitiva. Lu Ann de Cunzo va escriure en el seu llibre " Una arqueologia d'institucions: les Magdalenes ", que les dones en l'asil protestant de Filadèlfia buscaven allà refugi de malalties, problemes familiars, homes abusius i problemes econòmics.
A causa de la seva vida com prostitutes, les internes eren tingudes com  necessitades de penitència  segons el següent text d'una germana irlandesa de finals del segle xix:
| « | La dona que mai no ha conegut la contaminació d'un simple pensament dolent - la dona amb un ventre virginal que mai no ha estat travessat per les ombres d'un pensament de pecat! - la dona que respira puresa, innocència i gràcia, rep la dona que té l'alè de la pestilència de l'infern! | » |

Les internes havien de dirigir-se a les germanes durant tot el temps com a  mares , sense importar la seva edat, i eren anomenades  filles , situació que es va mantenir fins a 1970. Com un sacerdot va escriure el 1931:
| « | Pot ser una simple novícia de vel blanc que encara no ha fet els seus vots, i pot ser una dona gran penitent de cabell blanc que torna a Déu les restes d'una vida consumida en el pecat. Això no importa. A la Casa del Bon Samarità, una serà sempre 'Mare' mentre l'altra serà sempre la 'Filla'. | » |

Per obligar a l'ordre i mantenir una atmosfera monàstica, a les internes se'ls requeria observar un estricte silenci durant la major part del dia. Aquesta regla del silenci va ser un dels aspectes més notables de la vida d'aquestes dones i va continuar així durant la segona meitat del segle xx. El càstig corporal era comú i el comportament passiu agressiu va ser simplement ignorat:
| « | Un temperament rebel, en general demostrat en refusar a alimentar-se, és millor tractar-lo amb silenci. Quan una noia s'adona del fet que ningú no ho nota ni causa problema (aparentment, almenys) l'autoimposició de la seva fam, s'adona del seu propi martiri i aprèn sentit comú. | » |

Amb la consolidació d'aquest fenomen, va començar a estendre's més enllà de la prostitució a les mares solteres per involucrar-hi el problema d'abús infantil femení. Fins i tot noies que eren considerades massa promíscues o coquetes per a la seva comunitat, eren enviades a una residència. Aquest fenomen es va presentar de manera paral·lela a la Gran Bretanya i Irlanda, on es va presentar la pràctica d'internar tot aquell que era considerat pel seu entorn com a posseïdor d'una disfunció social.
Les dones van ser en general internades en aquestes institucions per sol·licitud de les seves famílies o de sacerdots. Sense un membre de la família que pogués reclamar, moltes d'aquestes dones van romandre allà la resta de les seves vides i algunes van prendre vots religiosos.
Tenint en compte que Irlanda és un país fortament conservador pel que fa a la moralitat sexual, els asils de les Magdalenes van ser ben acceptats per la generalitat de la societat. Van desaparèixer amb els canvis en l'estructura de valors morals pel que fa a la sexualitat o, com suggereix Frances Finnegan, van acabar quan van deixar de ser rendibles, i fins i tot l'adveniment de les rentadores electròniques va poder ser un instrument que va precipitar la seva extinció.
El fet que s'enviés dones als asils de les Magdalenes per les més indemostrables sospites de mal comportament sexual, és una prova argüida per moltes feministes de com la societat castiga amb rigor a la dona, però és suau amb l'home.

## Revelació
L'existència dels asils no va tenir molta atenció fins al 1993, quan un orde de les germanes de Dublín va vendre part del seu convent a un propietari de béns arrel. Quan van començar a fer l'obra, es van trobar les tombes de 155 internes que hi havien estat enterrades. Els cadàvers van ser exhumats i, excepte un cos, cremats i tornats a sepultar en una fossa comuna del cementiri de Glasvenin. Aquest esdeveniment va crear aviat un escàndol públic i va arribar aviat als mitjans de comunicació nacional. El 1999, Mary Norris, Josephine McCarthy i Mary-Jo McDonagh, les tres exinternes, van donar testimoni de les maneres com eren tractades. El Canal 4 d'Irlanda, en un documental de 1998 titulat "Sexe en clima fred", va entrevistar diverses exinternes, les quals van testificar que havien estat objecte d'abús sexual, psicològic i físic mentre eren aïllades de la resta del món. La descripció del drama de les internes va ser portat al cinema amb la pel·lícula "Les germanes de la Magdalena" de 2002, escrita i dirigida per Peter Mullan.
Casos semblants d'abús van ser reportats a orfenats irlandesos (coneguts com a escoles industrials). Com a grup, aquests orfenats van ser exposats a RTÉ (la cadena nacional de televisió irlandesa) en sèries dirigides per la reportera Mary Raftery el 1999. Encara que el govern irlandès va establir una comissió per investigar els casos d'abús infantil, intents de les víctimes d'obtenir compensacions van resultar frustrats. D'acord amb la regulació establerta, perquè una víctima pogués rebre algun tipus de compensació, havia d'estar dins d'alguna llista d'una d'aquestes institucions, però curiosament, les bugaderies de les Magdalenes no estaven incloses en aquestes llistes.

## Llegat
- Eclipsada (Eclipsed), una obra de teatre escrita per Patricia Burke-Brogan en la dècada dels 80 sobre les bugaderies de les Magdalenes. Burke-Borgan hi va treballar en els 60. L'obra va ser estrenada el 1992.
- Una altra obra teatral escrita per Valerie Goodwin va ser presentada per la companyia de teatre Coolmine Drama al Centre Artístic Draíocht de Dublín en 2002.[8]